# Svojkovice, Jihlava
Svojkovice là một làng thuộc huyện Jihlava, vùng Vysočina, Cộng hòa Séc.